# Tancoigné
Tancoigné è un ex comune francese di 326 abitanti situato nel dipartimento del Maine e Loira nella regione dei Paesi della Loira. Dal 1º gennaio 2016 è accorpato al nuovo comune di Lys-Haut-Layon, insieme ai comuni di Les Cerqueux-sous-Passavant, La Fosse-de-Tigné, Nueil-sur-Layon, Tigné, Trémont e Vihiers.

## Società

### Evoluzione demografica
Abitanti censiti